# NGC 3226
 NGC 3226是一個位在獅子座的矮橢圓星系，目前發現正與NGC 3227合併當中。根據星系合併的理論，NGC 3226應該會吸引NGC 3227的氣體而形成多恆星，但是根據次毫米波調查並沒有發現任何氣體，代表上述的效應不會發生。